# Wikariat apostolski San Miguel de Sucumbíos
Wikariat Apostolski San Miguel de Sucumbíos (łac. Apostolicus Vicariatus Sancti Michaëlis de Sucumbios, hiszp. Vicariato apostólico de San Miguel de Sucumbíos) – wikariat apostolski Kościoła rzymskokatolickiego w Ekwadorze. Podlega bezpośrednio pod Stolicę Apostolską. Został powołany w 1984 roku w miejsce istniejącej od 1924 roku prefektury apostolskiej.

## Administratorzy

### Prefekci apostolscy San Miguel de Sucumbíos
- Pacifico del Carmine O.C.D. (1937–1954)
- Manuel Gomez Frande O.C.D. (1955–1968)
- Gonzalo López Marañon O.C.D. (1970–1984)

### Wikariusze apostolscy San Miguel de Sucumbíos
- Gonzalo López Marañon O.C.D. (1984–2010)
  - Rafael Ibarguren Schindler (2010–2011) – administrator apostolski
  - Paolo Mietto C.S.I (2012–2013) – administrator apostolski
- Celmo Lazzari C.S.I. (2013–2024)
- Moacir Goulart de Figueredo M.S.C. (od 2025)